# Battaglia di Chupas
La battaglia di Chupas fu uno scontro combattuto nel 1542 tra le forze di Diego de Almagro il Giovane e la Nuova Castiglia, nel corso della conquista dell'impero Inca.

## Storia
Dopo l'omicidio di Francisco Pizarro, eseguito per vendicare l'esecuzione del padre del 1538, Diego de Almagro il Giovane, El Mozo, continuò a reclamare il titolo di regnante del Perù. La sua richiesta non venne accolta, e Pizarro fu sostituito come governatore da Cristóbal Vaca de Castro, nonostante le richieste del fratello Gonzalo Pizarro di unirsi alle forze che combattevano gli Almagristas ed "El Mozo".
Dopo essere riuscito ad evitare la stessa fine del padre nella battaglia di Las Salinas, Diego de Almagro il Giovane racimolò un esercito che fu però sconfitto a Chupas, il 16 settembre 1542, l'anno successivo alla morte di Pizarro, e fu giustiziato lo stesso giorno nella piazza cittadina dopo un veloce processo.